# Unité urbaine de Charmes-sur-Rhône
L'unité urbaine de Charmes-sur-Rhône est une unité urbaine française centrée sur la commune de Charmes-sur-Rhône, en Ardèche. 

## Données générales
En 2010, selon l'Insee, l'unité urbaine était composée de quatre communes, toutes situées dans l'arrondissement de Tournon-sur-Rhône.
En 2020, à la suite d'un nouveau zonage, elle est composée des quatre mêmes communes.
En 2022, avec 9 574 habitants, elle représente la 4e unité urbaine intra-départementale du département de l'Ardèche.

## Composition de l'unité urbaine en 2020
Elle est composée des quatre communes suivantes :
| Nom                     | Code Insee | Département | Statut       | Superficie (km2) | Population (dernière pop. légale) | Densité (hab./km2) | Modifier                                    |
| ----------------------- | ---------- | ----------- | ------------ | ---------------- | --------------------------------- | ------------------ | ------------------------------------------- |
| Charmes-sur-Rhône       | 07055      | Ardèche     | ville-centre | 5,95             | 3 160 (2022)                      | 531                | modifier les données · modifier les données |
| Saint-Georges-les-Bains | 07240      | Ardèche     | ville-centre | 14,11            | 2 415 (2022)                      | 171                | modifier les données · modifier les données |
| Soyons                  | 07316      | Ardèche     | ville-centre | 7,90             | 2 298 (2022)                      | 291                | modifier les données · modifier les données |
| Toulaud                 | 07323      | Ardèche     | ville-centre | 34,73            | 1 701 (2022)                      | 49                 | modifier les données · modifier les données |

## Évolution démographique
| 1968  | 1975  | 1982  | 1990  | 1999  | 2008  | 2013  | 2019  |
| ----- | ----- | ----- | ----- | ----- | ----- | ----- | ----- |
| 3 490 | 3 688 | 4 984 | 6 190 | 7 008 | 8 010 | 8 486 | 9 376 |

#### Données générales
- Unité urbaine
- Aire d'attraction d'une ville
- Aire urbaine (France)
- Liste des unités urbaines de France

#### Données démographiques en rapport avec l'unité urbaine de Charmes-sur-Rhône
- Aire d'attraction de Valence (Drôme)
- Arrondissement de Tournon-sur-Rhône

#### Données démographiques en rapport avec l'Ardèche
- Démographie de l'Ardèche